# La Arena 2.ª Sección
La Arena 2.ª Sección es una localidad del municipio de Huimanguillo ubicado en la subregión de la Chontalpa del estado mexicano de Tabasco.

## Geografía
La localidad de La Arena 2.ª Sección se sitúa en las coordenadas geográficas 17°31′11″N 93°36′23″O / 17.519722, -93.606389, a una elevación de 40 metros sobre el nivel del mar.

## Demografía
Según el Conteo de Población y Vivienda 2020, efectuado por el Instituto Nacional de Estadística y Geografía, la localidad de La Arena 2.ª Sección tiene 379 habitantes, de los cuales 182 son del sexo masculino y 197 del sexo femenino. Su tasa de fecundidad es de 2.74 hijos por mujer y tiene 88 viviendas particulares habitadas.
| Gráfica de evolución demográfica de La Arena 2.ª Sección entre 1980 y 2020 |
|                                                                            |
| INEGI.                                                                     |